# Tessa Blanchard
Tessa Blanchard (Charlotte, 26 luglio 1995) è una wrestler statunitense, nota per i suoi trascorsi tra il 2018 e il 2020 con Impact Wrestling, dove è diventata la prima donna della storia a conquistare l'Impact World Championship.

## Carriera

### World Wrestling Entertainment (2016–2018)
Tessa Blanchard effettua la sua prima apparizione in WWE nella puntata di NXT del 13 aprile 2016, dove è stata sconfitta da Alexa Bliss. Nella puntata di NXT del 5 maggio, Tessa è stata sconfitta da Nia Jax. Nella puntata di NXT del 15 giugno, Tessa è stata sconfitta da Carmella. La Blanchard ha partecipato il 13 luglio 2017 alla prima edizione del Mae Young Classic, dove è stata eliminata il 28 agosto al primo turno da Kairi Sane, la quale ha poi vinto il torneo. L'11 settembre, Tessa lotta ulteriormente in coppia con Jazzy Gabert e Kay Lee Ray sconfiggendo Marti Belle, Santana Garrett e Sarah Logan.

### Impact Wrestling (2018–2020)

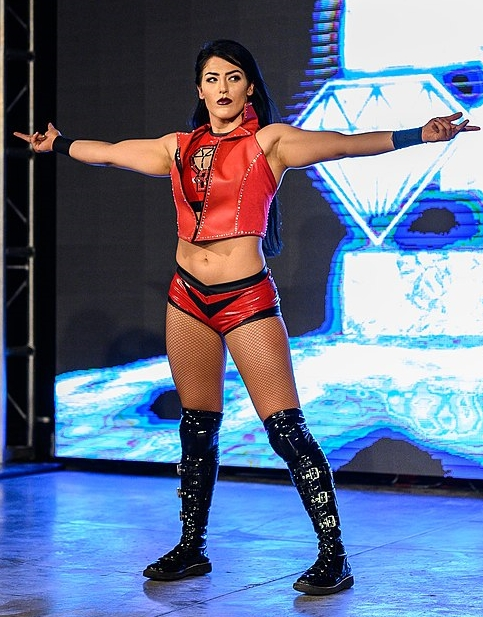
Tessa Blanchard nel 2019

Tessa Blanchard fa il suo debutto a Impact Wrestling il 22 aprile 2018 a Redemption, dove si posiziona al tavolo di commento durante il match fra Kiera Hogan e Taya Valkyrie, vinto da quest'ultima. Nella puntata di Impact del 3 maggio, attacca brutalmente Kiera Hogan durante il suo rematch contro Taya Valkyrie, stabilendosi come heel. Nella puntata di Impact del 17 maggio, Tessa fa il suo debutto ufficiale sul ring sconfiggendo Kiera Hogan, che continua ad attaccare anche nel post match, fino al salvataggio della rientrante Madison Rayne. Nella puntata di Impact - Under Pressure del 31 maggio, Tessa è stata sconfitta da Madison Rayne. Nella puntata di Impact del 14 giugno, Tessa ha sconfitto nuovamente Kiera Hogan, questa volta in un No disqualification match. Nella puntata di Impact del 28 giugno, Tessa interrompe un promo di Madison Rayne, dicendo di aver perso perché la Rayne è stata fortunata, sfidandola in un rematch e rifilandole una gomitata; successivamente, la Blanchard è stata sconfitta da Madison. Nella puntata di Impact del 19 luglio, Tessa e Shotzi Blackheart sono state sconfitte da Allie e Kiera Hogan. Il 22 luglio, a Slammiversary XVI, Tessa ha sconfitto Allie nella sua prima vittoria in un pay-per-view. Nella puntata di Impact del 26 luglio, Tessa ha sconfitto Rebel. Nella puntata di Impact del 9 agosto, Tessa ha sconfitto Alisha Edwards. Nella puntata di Impact del 16 agosto, Tessa interviene durante il match titolato fra Allie e la campionessa Su Yung, attaccando brutalmente la sfidante, prima di essere messa al tappeto proprio da Allie.
Nella puntata di Impact - ReDEFINED del 30 agosto, Tessa ha sconfitto Allie e Su Yung in un Triple threat match conquistando l'Impact Knockout's Championship per la prima volta. Il 31 agosto, a DWW/Impact Wrestling One Night Only: Bad Intentions, Tessa effettua la sua prima difesa titolata con successo, sconfiggendo Gisele Shaw. Nella puntata di Impact del 6 settembre, Tessa ha difeso il titolo contro Su Yung. Nella puntata di Impact del 27 settembre, Tessa ha difeso il titolo contro Faby Apache; dopodiché, viene confrontata da Taya Valkyrie, che le lancia una sfida per la cintura. Nella puntata di Impact dell'11 ottobre, Tessa ha sconfitto Keyra in un match non titolato. Il 14 ottobre, a Bound for Glory, Tessa ha difeso il titolo contro Taya Valkyrie scorrettamente, effettuando il conteggio facendo uso delle corde. Nella puntata di Impact del 1º novembre, Tessa ha difeso nuovamente il titolo contro Taya Valkyrie, questa volta per squalifica, quando attacca volontariamente l'arbitro, ritenendo dunque la cintura. Nella puntata di Impact del 15 novembre, Tessa ha sconfitto Ray Lyn in un match non titolato. Il 30 novembre, a BTW/Impact Wrestling Gold Rush, Tessa ha difeso il titolo contro Kiera Hogan. Nella puntata di Impact del 6 dicembre, Tessa e Moose sono stati sconfitti da Taya Valkyrie e Johnny Impact in un Mixed tag team match, subendo lo schienamento proprio da Taya, che si conquista un'altra chance titolata. Nella puntata di Impact del 13 dicembre, dopo aver ufficializzato un rematch fra Tessa e Taya Valkyrie per l'Impact Knockout's Championship ad Homecoming, viene aggiunta una stipulazione: Gail Kim sarà l'arbitro speciale dell'incontro. Il 21 dicembre, a BTW/Impact One Night Only: Back To Cali, Tessa ha difeso il titolo contro Kiera Hogan per la seconda volta. Il 6 gennaio 2019, a Homecoming, Tessa ha perso il titolo contro Taya Valkyrie, dopo che Gail Kim ha attaccato Tessa durante il match, cedendolo dunque dopo 129 giorni di regno.
Nella puntata di Impact dell'11 gennaio, Tessa ha sconfitto Cali Collins con la mossa finale di Gail Kim, lasciandole un messaggio dopo la fine dell'incontro. Nella puntata di Impact del 18 gennaio, Tessa afferma che se non fosse stato per Gail Kim sarebbe stata ancora campionessa, iniziando ad attaccare chiunque prima che venga fermata dalla Kim, cominciando un alterco fisico nel quale la Blanchard ha la meglio prima di essere allontanata; dopodiché, viene sospesa per le sue azioni (storyline), non potendo dunque presenziare al suo rematch titolato contro Taya Valkyrie. Nella puntata di Impact del 1º febbraio, Tessa incolpa Gail Kim per la sua sospensione, dicendo che quando arriverà la sua occasione, ritornerà ad essere campionessa. Nella puntata di Xplosion del 2 febbraio, Tessa ha sconfitto Lady Maravilla. Nella puntata di Impact - Uncaged del 15 febbraio, Tessa ha sfidato Taya Valkyrie per l'Impact Knockout's Championship in uno Street Fight match, ma è stata sconfitta. Nella puntata di Impact del 22 febbraio, Tessa è arrabbiata perché non le viene garantito un altro rematch per il titolo dopo quanto fatto a Gail Kim; in seguito, interviene durante il match fra Alisha Edwards e Delilah Doom, attaccando brutalmente entrambe. Nella puntata di Impact del 1º marzo, Tessa ha sconfitto Delilah Doom. Nella puntata di Impact dell'8 marzo, Tessa è ancora presa dalle azioni di Gail Kim, incolpandola per la perdita del titolo, ma lei ottiene sempre ciò che vuole, per tanto la settimana prossima sconfiggerà Jordynne Grace e diventerà la nuova sfidante al titolo. Nella puntata di Impact del 15 marzo, Tessa è stata sconfitta da Jordynne Grace; dopo il match, inizia a prendersela con il pubblico, fino a quando non fa il suo ritorno Gail Kim che la stende al tappeto. Nella puntata di Impact del 29 marzo, Tessa chiama Gail Kim sul ring per ottenere delle scuse, ricevendole, però la Kim l'avverte che ha annunciato il suo ritiro dal wrestling lottato, volendola sfidare nel suo ultimo match, dicendole che la sconfiggerà; le due iniziano una rissa, dove Gail ha la meglio. Il 4 aprile, a Impact Wrestling United We Stand, Tessa ha sconfitto Joey Ryan in un Intergender match. Nella puntata di Impact del 12 aprile, Tessa è stata sconfitta da Madison Rayne dopo una distrazione di Gail Kim. Il 28 aprile, a Rebellion, Tessa ha sconfitto Gail Kim nel suo ultimo match; nel post match, le due si complimentano, effettuando di fatto un turn-face.
Il 5 maggio, a HOG/Impact Wrestling Code Red, Tessa e Violette hanno sconfitto Scarlett Bordeaux e Sonya Strong. Nella puntata di Impact del 17 maggio, Tessa ha preso parte ad una Knockout Battle Royal, ma è stata eliminata e vinta da Glenn Gilbertti. Nella puntata di Impact del 31 maggio, Tessa ha sconfitto Glenn Gilbertti. Nella puntata di Impact del 21 giugno, Tessa ha sconfitto Jake Crist. Il 5 luglio, a Impact Wrestling Bash At The Brewery Tessa, Rich Swann e Willie Mack hanno sconfitto Dave Crist, Jake Crist e Madman Fulton. Il 7 luglio, a Slammiversary XVII, Tessa è stata sconfitta da Sami Callihan nel primo Intergender match ad aver concluso un pay-per-view. Nella puntata di Impact del 19 luglio, Tessa fa squadra con Sami Callihan nel Mash Up Tournament sconfiggendo Dave Crist e Trey al primo turno; nella finale, la Blanchard e Sami hanno sconfitto anche Eddie Edwards & Moose, Jake Crist & Wentz e Michael Elgin & Willie Mack in un Four-way tag team elimination match, vincendo dunque tale torneo. Nella puntata di Impact del 2 agosto, Tessa è stata sconfitta da Madman Fulton per squalifica. Il 2 agosto, a Impact Wrestling Unbreakable, Tessa è stata sconfitta da Sami Callihan, che diventa il nuovo contendente all'Impact World Championship. Nella puntata di Impact del 16 agosto, Tessa e Tommy Dreamer hanno sconfitto Dave Crist e Sami Callihan. Nella puntata di Impact del 13 settembre, Tessa e Tommy Dreamer sono stati sconfitti da Jake Crist e Sami Callihan in un Tag Team Street Fight match. Nella puntata di Impact del 20 settembre Tessa, Rhino, Rob Van Dam e Tommy Dreamer hanno sconfitto Dave Crist, Jake Crist, Madman Fulton e Sami Callihan in un Eight Person Tag Team Street Fight match. Nella puntata di Impact del 27 settembre, Tessa ha sconfitto Dave Crist. Il 4 ottobre, a REVOLVER/Impact Wrestling Tales From The Ring, Tessa ha sconfitto Sami Callihan in un Iowa Street Fight match. Nella puntata di Impact dell'11 ottobre, Tessa e Daga hanno sconfitto Jake Crist e Madman Fulton. Il 18 ottobre, a Impact Wrestling Prelude To Glory, Tessa e Brian Cage hanno sconfitto Jake Crist e Madman Fulton. Il 20 ottobre, a Bound for Glory, Tessa prende parte ad un Fatal 5-way Ladder match insieme ad Ace Austin, Acey Romero, Daga e il campione Jake Crist valevole per l'Impact X Division Championship, ma è stato vinto da Austin, che viene declarato nuovo campione. Nella puntata di Impact del 5 novembre Tessa, Daga, Rich Swann e Tommy Dreamer hanno sconfitto Dave Crist, Jake Crist, Madman Fulton e Sami Callihan in un Eight Person Tag Team Street Fight match. Il 9 novembre, a Impact Wrestling Turning Point, Tessa e Jordynne Grace hanno sconfitto Jessicka Havok e Madison Rayne. Nella puntata di Impact del 12 novembre, Tessa e Rich Swann sono stati sconfitti da Madman Fulton e Sami Callihan. Nella puntata di Impact del 19 novembre, Tessa vince un Gauntlet match entrando per ultima ed eliminando Brian Cage, diventando la nuova contendente all'Impact World Championship detenuto da Sami Callihan. Nella puntata di Impact - IPWF Throwback Throwdown del 26 novembre Tessa, Alexia Nicole, Jessicka Havok e Jordynne Grace hanno sconfitto i Rascalz (Dez, Trey e Wentz) e Josh Alexander. Nella puntata di Impact del 10 dicembre, Tessa ha sconfitto Madman Fulton per squalifica. Il 10 gennaio 2020, a Impact Wrestling Bash At The Brewery Tessa, Brian Cage, Rich Swann e Willie Mack sono stati sconfitti da Dave Crist, Jake Crist, Madman Fulton e Sami Callihan in un Eight Person Tag Team Elimination match, nel quale la Blanchard e Sami vengono eliminati insieme per count-out.
Il 12 gennaio, a Impact Wrestling Hard To Kill, Tessa ha sconfitto Sami Callihan conquistando l'Impact World Championship per la prima volta, diventando la prima donna nella storia a vincere tale titolo. Nella puntata di Impact del 14 gennaio, Tessa dice che negli ultimi otto mesi ha capito chi Sami Callihan fosse, ma lui non ha capito niente di lei, e senza l'aiuto dei suoi compagni è riuscita a prevalere e vincere la cintura, sapendo però che questa non è la fine e lui starà progettando vendetta, ma al momento vuole imporsi l'obiettivo di rompere altri record che nessuna donna ha mai fatto prima, perché tutto ciò che è successo è giusto; il segmento viene interrotto da Callihan, che si proclama il campione che tutti meritano, avvertendo Tessa che riscuoterà il suo rematch quando lo deciderà lui. Nella puntata di Impact del 21 gennaio, Tessa inizia lo show chiamando Sami Callihan sullo stage, ma si presenta l'Impact Knockout's Champion Taya Valkyrie che la confronta ricordandole di averla sconfitta in passato, ma vengono raggiunte dall'Impact X Division Champion Ace Austin, che ricorda alla Blanchard di averla sconfitta per il titolo in precedenza, mettendosi anche lui in linea per la cintura, poi entrambi assaltano Tessa, che viene salvata da Trey, annunciando poi un Mixed tag team match per il main event della serata; tale match vede Tessa e Trey sconfitti, dove quest ultimo viene schienato da Austin. Nella puntata di Impact del 4 febbraio, Tessa ha sconfitto Adam Thornstowe in un match non titolato; nel post match, viene attaccata da Ace Austin e i Reno SCUM (Adam e Luster The Legend), fino al salvataggio di Tommy Dreamer. Nella puntata di Impact dell'11 febbraio, Tessa viene intervistata sul successivo match titolato contro Ace Austin, dicendo che per mesi ha subito giochi mentali da parte di Sami Callihan, quindi sarà pronta per il prossimo affronto; la Blanchard viene poi interrotta da Austin che inizia ad insultarla, iniziando quindi a colpirlo fino all'intervento della sicurezza. Nella puntata di Impact del 18 febbraio Tessa, Tommy Dreamer e Trey sono stati sconfitti da Ace Austin e i Reno SCUM, dopo lo schienamento di Austin ai danni di Trey. Il 21 febbraio, a Impact Wrestling/OVW Outbreak, Tessa e Daga hanno sconfitto Ace Austin e Jake Crist. Il 22 febbraio, a Impact Wrestling/OVW Sacrifice, Tessa ha sconfitto Ace Austin in un match non titolato. Nella puntata di Impact del 25 febbraio, Tessa ha sconfitto Ace Austin per squalifica, non riuscendo dunque a conquistare l'Impact X Division Championship, quando interviene Taya Valkyrie durante l'incontro e continua ad assalirla anche nel post match. Nella puntata di Impact del 3 marzo, Tessa ha difeso con successo il titolo contro Taya Valkyrie. Nella puntata di Impact del 10 marzo, Tessa assiste al Best of five series match fra Eddie Edwards e Michael Elgin giunto al loro scontro conclusivo per determinare il primo sfidante all'Impact World Championship, terminatosi in un finale controverso; la Blanchard, quindi, prende il microfono e annuncia che a Rebellion difenderà il titolo contro entrambi in un Triple threat match. Nella puntata di Impact del 17 marzo, Tessa dice che da quando è diventata la prima campionessa femminile mondiale è diventata più attiva del solito ed è pronta a difendere tale cintura in qualsiasi momento, affermando inoltre di essere diventata una persona diversa dopo le recenti vittorie contro Taya Valkyrie ed Ace Austin, e adesso il suo unico pensiero è quello di salire sul ring contro Eddie Edwards e Michael Elgin a Rebellion per dimostrare quanto vale. Nella puntata di Impact del 24 marzo, Tessa ed Eddie Edwards sono stati sconfitti da Taya Valkyrie e Michael Elgin in un Mixed tag team match, dopo lo schienamento di Elgin su Edwards. Nella puntata di Impact del 31 marzo, Tessa salva Eddie Edwards da un brutale attacco da parte di Josh Alexander ed Ethan Page, dopo la sconfitta contro quest ultimo, mettendoli in fuga, ed in seguito Edwards si offre di aiutare la Blanchard durante il suo incontro contro Page, ma rifiuta dicendo di cavarsela da sola; nel main event dello show, Tessa sconfigge Ethan Page grazie ad Eddie Edwards che blocca un tentativo di interferenza di Alexander, bisticciando poi al centro del ring sulla cintura, fino all'arrivo di Michael Elgin che attacca entrambi, prima che Tessa ed Eddie si alleano per scacciarlo dal quadrato. Nella puntata di Impact del 7 aprile, Tessa raggiunge Eddie Edwards arrabbiata per il suo intervento della settimana scorsa nonostante gli avesse detto di non aver bisogno di aiuto, ma Eddie risponde che bisogna tendere la mano quando si ha l'occasione perché non sempre si riesce a cavarsela da soli; in seguito, Tessa ed Eddie affrontano i The North (Ethan Page e Josh Alexander) per gli Impact World Tag Team Championship, ma vengono sconfitti, dopo che la Blanchard tentenna in un tentativo di tag, motivo per il quale poi Edwards non aiuta la campionessa quando arriva Michael Elgin ad attaccarla, alzando poi la cintura.
In seguito, Blanchard rimane inattiva per diverso tempo a causa della pandemia di COVID-19, vivendo in Messico insieme al compagno, non contribuendo però con del materiale che le era stato richiesto dalla compagnia.
Il 25 giugno, viene comunicato che Tessa Blanchard è stata licenziata da Impact Wrestling cinque giorni prima dalla scadenza del contratto, venendole ritirato l'Impact World Championship dopo 165 giorni di regno, dopo che le due parti non hanno trovato un accordo per il rinnovo contrattuale.

## Titoli e riconoscimenti
- American Pro Wrestling Alliance

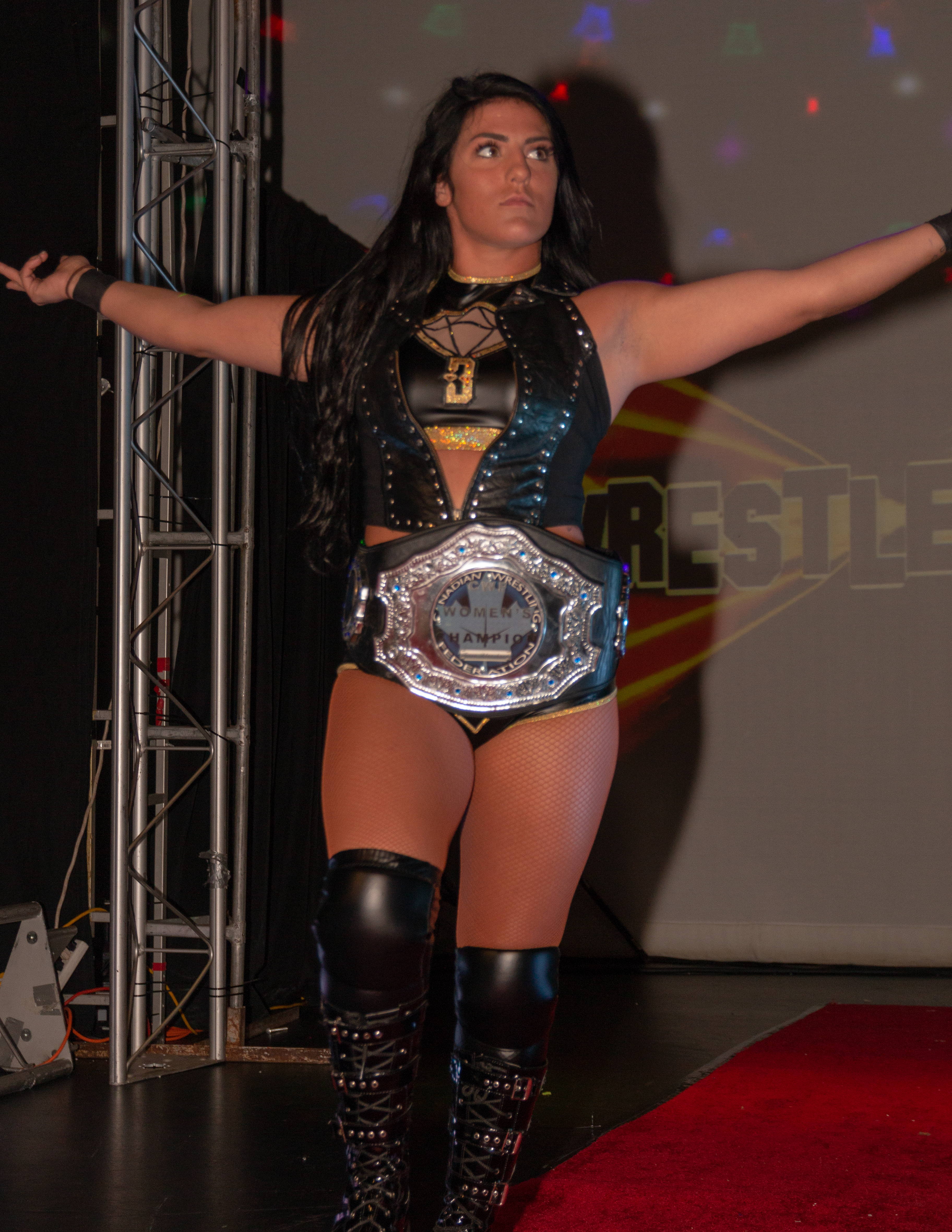
Tessa Blanchard con il CWF Women's Championship, titolo che ha detenuto una volta in carriera

  - APWA World Ladies Championship (1)
- Canadian Wrestling Federation
  - CWF Women's Championship (1)
- The Crash
  - The Crash Women's Championship (1)
- East Coast Wrestling Association
  - ECWA Women's Championship (1)
- Exodus Wrestling Alliance
  - EWA Florida Heavyweight Championship (1)
  - EWA Heavyweight Championship (1)
- Impact Wrestling
  - Impact World Championship (1)
  - Impact Knockouts World Championship (1)
- Lucha Libre AAA Worldwide
  - AAA Reina de Reinas Championship (1)
- Noble Champions Group
  - NCG Women's Champion (1)
- PCW Ultra
  - PCW Ultra Women's Championship (1)
- Pro Wrestling eXpress
  - PWX Women's Championship (1)
- Pro Wrestling Illustrated
  - 5ª tra le 100 migliori wrestler femminili nella PWI Women's 100 (2019)
- Remix Pro Wrestling
  - Remix Pro Fury Championship (1)
- RISE Wrestling
  - Phoenix Of RISE Championship (1)
- Shimmer Women Athletes
  - Shimmer Tag Team Championship (1) – con Vanessa Kraven
- Sports Illustrated
  - 2ª tra le 10 migliori wrestler femminili dell'anno (2019)
- Warrior Wrestling
  - WW Women's Championship (1)
- Women of Wrestling
  - WOW World Championship (1)
- Women Superstars Uncensored
  - WSU Championship (1)
- WrestleCircus
  - WC Lady of the Ring Championship (1)
  - WC Sideshow Championship (1)
- Zelo Pro
  - Zelo Pro Women's Championship (1)